# West Cheshire Amateur Football League
De West Cheshire Amateur Football League is een Engelse regionale voetbalcompetitie uit het graafschap Cheshire. Er zijn 3 divisies en de hoogste divisie bevindt zich op het 11de niveau in de Engelse voetbalpiramide. De kampioen kan promoveren naar de North West Counties Football League. De clubs kunnen meedoen aan de FA Vase maar niet aan de FA Cup.